# ケルヌンノス

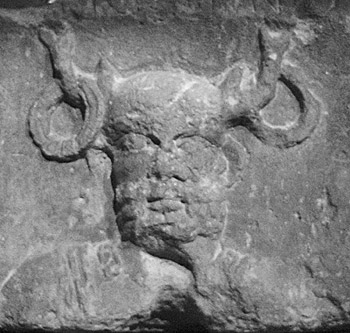
パリの「船乗りの柱」のケルヌンノス (国立中世美術館所蔵)

ケルヌンノス（Cernunnos または Kernunnos）は、ケルト神話の狩猟の神にして冥府神。獣王・動物王であったと推定されている。また、多産と豊作に関係があったと考えられている。

## 概要
ケルヌンノスという名称はパリで出土した「船乗りの柱」に見られる（ただし不完全で、冒頭の1文字が欠けている）。彼の姿は、デンマークで発見され、紀元前1世紀まで遡るとされる銀製のグンデストルップの大釜（Gundestrup Cauldron）にも描かれている。ここでは、彼は胡坐をかいており、頭に二本の角、手には山羊（もしくは雄羊）頭の蛇を持っている。これは角のある神としての一般的な描写である。地母神を妻としたが、この女神は後に破壊神エススについた。

## 起源
碑文や絵画、像といった考古学的資料によると、ケルヌンノスはガリア、北イタリア（Gallia Cisalpina）、ブリテンの南の沿岸地方で崇拝されていた。イタリアのヴァル・カモニカ（Val Camonica）で発見されたものが最古の描写と思われ、これは紀元前4世紀のものである。もっとも有名なものはデンマークで見つかったグンデストルップの大釜（Gundestrup Cauldron）で、これは紀元前1世紀のものである。この神の名前はパリの「船乗りの柱」から知られる。この奉献碑は現在パリの国立中世美術館に展示されている。ガリア人の水夫達が1世紀の初めに作ったもので、碑文（CIL XIII number 03026）からみておそらく紀元14年、ティベリウス皇帝の即位の際のものであろう。これが発見されたのは1710年のことで、ノートルダム寺院の基礎からであった。この場所はルテティア（パリの古代ローマ時代の名前）、ケルトのパリシイ族の「市民的な」（civitas）首都であった。そこにはケルヌンノス初め各種ケルトの神々がユーピテル、ウゥルカーヌス、カストル、ポルックスといったローマ神話の神々と並んで描かれている。
この神の名前を書いた出土品としては「船乗りの柱」が最も古いものだが、他にも二つの同様な碑文が見つかっている。一つは Treveri の勢力圏であった Seinsel-Rëlent （ルクセンブルク）で発見された金属の飾り板である。この碑文からは "Deo Ceruninco" （神ケルニンコスに）という文字が読み取れる（AE 1987, 0772）。もう一つは フランスのラングドック＝ルシヨン地域圏エロー県にあるモンタニャック（Montagnac）で発見されたゴール（Gaul）の碑文で、ギリシア語で "αλλετ[ει]υος καρνονου αλ[ι]σο[ντ]εας" とカルノノスの名が記されている。

## 語源
「船乗りの柱」の碑文は [_]ernunnos となっており、いつかの時点で名前の最初の文字が欠落している。しかし、この名前を "Cernunnos" と復元するのに問題点はない。というのは、名前の下に枝角を持った神の絵があるからで、ガリア語の carnon, cernon は「枝角」、「角」を意味している（Delmarre, 1987 pp. 106 - 107）。同様に、古いアイルランド語では cern は「角」、 "bumb, boss" を意味し、ウェールズ語やブレトン語の類似単語 carn とも語源的に関連している。これらは原インド・ヨーロッパ語の *krno- からきたものである。ラテン語の cornu 、ゲルマン語の *hurnaz （英語の "horn" の元）も同じ語源である（Nussbaum 1986; Porkorny 1959 pp.574 - 576）。 Carnutes、Carni、Carnonacae といった部族名、進軍ラッパの carnyx にも同一のガリア語の語源が見いだされる。そこでこの神名素の原ケルト語形は *Kerno-on-os ないし *Karno-on-os と再構成できる。どちらも「角のある男性的な（霊）」という意味である。 -on- という部分は非常に多いわけではないがしばしば神名素に現れる。例えば、マポノス（Map-on-os）、エポナ（Ep-on-a）、マトロナエ（Matr-on-a）、シローナ（Sir-on-a）のように。
受け入れられているケルト語の音韻規則に従えば、この原ケルト神名素の Romano-British 形は *Cernonos か *Carnonos であったと思われる。いずれもガリア語の Cernunnos と極めて似ている。

## 図像

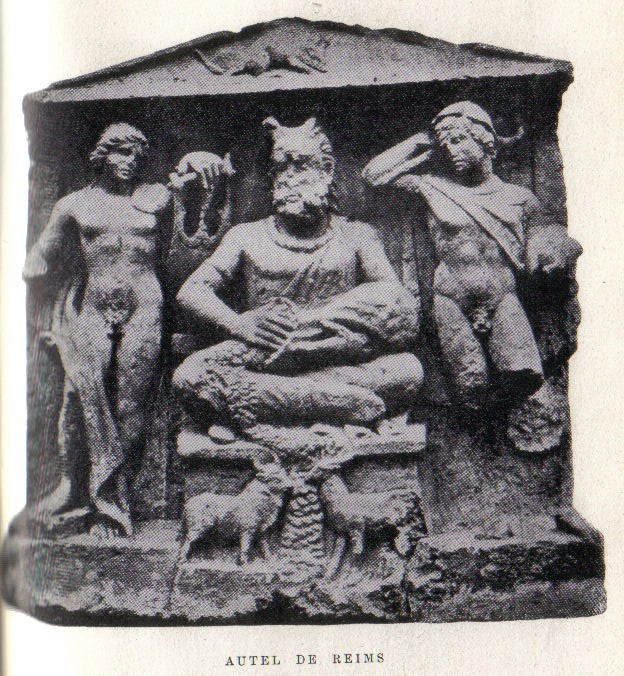
ランスのガリア人の祭壇。左からアポロン、ケルヌンノス、メルクリウス。

ケルヌンノスの描かれ方はケルト圏を通じ極めて一貫している。もっともわかりやすい特徴は牡鹿の角であり、通常長髪で髭をたくわえた成人男性の姿で、ケルトで高貴のしるしである豪華な装飾を施された首輪、トルクを身に付けている。硬貨で一杯の財布を持つのと同様に、しばしば他のトルクを腕や角にぶら下げているものもある。通常、足を組んで座る姿で描かれ、その姿勢は瞑想しているともシャーマンの呪術を行なう姿ともいわれているが、実際はケルト人が狩猟のときにしゃがむという事実を反映しているに過ぎないのかもしれない。
ケルヌンノスはほとんど常に動物、特に牡鹿と共に描かれる。しばしばこの神特有の動物であり第一の眷属と考えられる牡羊の角をもった蛇と共に描かれるが、蛇自体も神であったかもしれない。また、これらほど頻繁ではないものの牡牛1、犬やドブネズミなどの獣が傍らに描かれることもある。動物と共に描かれることが多いことから、研究者はケルヌンノスを「百獣の神」ないし「野生の神」と呼ぶことがある。特に牡鹿と共に描かれ、これが主要な獲物であったことから「狩猟の神」と呼ばれることもある。興味深いことに「船乗りの柱」はケルヌンノスを水夫や貿易と結びつけるが、古代にはドゥロコルトルムというレミ族の城市だったフランス、シャンパーニュ地方のマルヌ県から出土したケルヌンノスの硬貨入れや、トレウェリ族の居住地内にあったルクセンブルクの Niedercorn-Turbelslach から出土した硬貨を吐き出す鹿などから彼と物質的な豊かさとの関連がうかがえる。また、この神は森に住む鹿の繁殖力の象徴であったかもしれない。
1. ランスで見られる例。

## 中世の痕跡
この神の痕跡はキリスト教時代にまでたどることができる。ウェールズとアイルランド双方の文学的伝統の中で、この神を仄めかす記述を見つけることができる。ブリタニーでは伝説の聖者、カルナック（Carnac）のコーネリ（Korneli または Cornély）にケルヌンノスの属性がある。イギリスの民間伝承にみられる狩人ハーン（Herne the Hunter）もケルヌンノスの暗示であると示唆する説もあるが、ハーンはウィリアム・シェイクスピアの劇『ウインザーの陽気な女房達』第4幕第4場で初めて言及されるサクソン人の生き残りであることから、この説は疑わしい。

## 復興異教主義
ウイッカに代表される現代の復興異教主義運動（Neopaganism）では、角のある神に対する崇拝が復活した。信奉者は一般的に生命と豊穣と死のサイクルをケルヌンノスに帰している。この神の死は現在、通常サウィン、すなわち10月31日に行われるケルトの新年の祭の日に設定されている。
歴史的なケルヌンノスと復興異教主義のそれとの大きな違いは、後者が男根的象徴の傾向を持っていることである（ただし、この特徴はヴァル・カモニカの図像に見られる）。パンとの混淆や、 サバトの悪魔レオナール等の描写から来ているのだろう。